# Швецов, Геннадий Иванович
Геннадий Иванович Швецов (10 сентября 1934 — 3 мая 2015) — советский и российский инженер-строитель, член-корреспондент Российской академии архитектуры и строительных наук (РААСН) (1996), заведующий кафедрой «Основания, фундаменты, инженерная геология и геодезия» Алтайского государственного технического университета им. И. И. Ползунова, профессор, заслуженный деятель науки и техники Российской Федерации (1995).

## Биография
Родился 10 сентября 1934 года в селе Любино (на территории современного Тегульдетского района Томской области)
В 1952 г. окончил с отличием Новосибирский институт инженеров железнодорожного транспорта, строительный факультет, по специальности инженер-строитель железных дорог. После окончания института работал в строительных организациях Новосибирска и Бийска. За эти годы разработал и внедрил 32 рационализаторских предложения в области оснований и фундаментов зданий и сооружений.
С 1965 г., после защиты диссертации на соискание ученой степени кандидата технических наук, — в Алтайском государственном техническом университете им. И. И. Ползунова. В 1972 г. был избран заведующим кафедрой строительных конструкций. С 1976 г. — заведующий кафедрой «Основания, фундаменты, инженерная геология и геодезия» (с момента её создания). C 1974 г. являлся проректором по учебной работе, с 1992 г. — первым проректором АлтГТУ, затем — проректором по международным связям. С 2005 по 2007 гг. — проректор по капитальному строительству.
В 1988 году утвержден в ученом звании профессора. В 1991 году защитил диссертацию на соискание ученой степени доктора геолого-минералогических наук.
Являлся автором более 200 научных работ, в том числе двух монографий: «Деформируемость лёссовых пород Верхнего Приобья» (1980), «Лёссовые породы Западной Сибири и методы устройства оснований и фундаментов» (2000). В 1987 году им опубликован учебник «Инженерная геология, механика грунтов, основания и фундаменты», переиздан в 1997 году. В 1991 году под его редакцией вышел справочник «Основания и фундаменты», «Усиление оснований и реконструкция фундаментов» (2011).
Ученым создана научная школа в области проектирования и устройства оснований и фундаментов на лёссовых просадочных грунтах Сибири. Руководил защитой двух докторских и 12 кандидатских диссертаций. Разработал нормативные и расчетные характеристики лёссовых просадочных грунтов Верхнего Приобья, проводил работы по использованию тяжелых трамбовок при устройстве оснований и фундаментов вместо дорогостоящих свайных фундаментов. В 2010 году под его председательством в Алтайском государственном техническом университете им. И. И. Ползунова был открыт диссертационный совет по защите докторских и кандидатских диссертаций по специальности «Инженерная геология, мерзлотоведение и грунтоведение».
Являлся членом Национального комитета по механике грунтов и фундаментостроению РФ, руководителем Алтайского представительства Сибирского регионального отделения РААСН, членом коллегии Управления по архитектуре и строительству Алтайского края.

## Награды и звания
Награждён орденом «Знак Почета», медалями «За трудовую доблесть», «За доблестный труд, в ознаменование 100-летия со дня рождения В. И. Ленина», юбилейной медалью «К 100-летию со дня рождения Н. А. Цытовича».
В 1995 году ему присвоено почетное звание «Заслуженный деятель науки и техники Российской Федерации», в 1996 г. — звание «Почетный работник высшего образования Российской Федерации».